# Ster-driehoektransformatie
De ster-driehoekstransformatie is een rekenmethode om van een lineair elektrisch netwerk in de vorm van een driehoek, een equivalent netwerk te bepalen in de vorm van een ster, of andersom. Deze transformatietheorie werd gepubliceerd door Arthur Edwin Kennelly in 1899.

## Basis ster-driehoektransformatie
Schema in woorden:
De drie knooppunten a, b en c vormen een driehoekig of een stervormig netwerk.
- De (complexe) impedanties tussen de hoekpunten van de driehoek zijn Zab, Zac en Zbc.
- De ster bestaat uit de impedanties Za, Zb en Zc.

### Omrekenformules voor driehoek naar ster
{\displaystyle Z_{a}={\frac {Z_{ab}Z_{ac}}{Z_{ab}+Z_{ac}+Z_{bc}}}}
De volgende formules worden meestal ook genoemd, maar zijn overbodig. Ze ontstaan uit de bovenstaande door verwisseling van de hoekpunten.
{\displaystyle Z_{b}={\frac {Z_{ab}Z_{bc}}{Z_{ab}+Z_{ac}+Z_{bc}}}}
{\displaystyle Z_{c}={\frac {Z_{ac}Z_{bc}}{Z_{ab}+Z_{ac}+Z_{bc}}}}

### Omrekenformules voor ster naar driehoek
{\displaystyle Z_{ab}=Z_{a}+Z_{b}+{\frac {Z_{a}Z_{b}}{Z_{c}}}}
Ook hier geldt dat de onderstaande formules uit de bovenstaande volgen door verwisseling van de hoekpunten.
{\displaystyle Z_{ac}=Z_{a}+Z_{c}+{\frac {Z_{a}Z_{c}}{Z_{b}}}}
{\displaystyle Z_{bc}=Z_{b}+Z_{c}+{\frac {Z_{b}Z_{c}}{Z_{a}}}}
Een meer symmetrische vorm van de omrekenformule is:
{\displaystyle Z_{ab}={\frac {Z_{a}Z_{b}+Z_{a}Z_{c}+Z_{b}Z_{c}}{Z_{c}}}}

## Analogie tussen de formules
Er is een interessante overeenkomst tussen de formules voor de impedanties Z en de admittanties Y = 1/Z.
Van driehoek naar ster voor de impedanties:
{\displaystyle Z_{c}={\frac {Z_{ac}Z_{bc}}{Z_{ab}+Z_{ac}+Z_{bc}}}}
Van ster naar driehoek voor de admittanties:
{\displaystyle Y_{ab}={\frac {Y_{b}Y_{a}}{Y_{c}+Y_{b}+Y_{a}}}}
En omgekeerd:
Van ster naar driehoek voor de impedanties:
{\displaystyle Z_{ab}={\frac {Z_{a}Z_{b}+Z_{a}Z_{c}+Z_{b}Z_{c}}{Z_{c}}}}
Van driehoek naar ster voor de admittanties:
{\displaystyle Y_{c}={\frac {Y_{bc}Y_{ac}+Y_{bc}Y_{ab}+Y_{ac}Y_{ab}}{Y_{ab}}}}

## Afleiding
De formule van driehoek naar ster kan worden afgeleid door de impedanties tussen bijvoorbeeld a en b, met punt c "zwevend", aan elkaar gelijk te stellen. Dus is: 
{\displaystyle Z_{a}+Z_{b}={\frac {1}{{\frac {1}{Z_{ab}}}+{\frac {1}{Z_{ac}+Z_{bc}}}}}={\frac {Z_{ab}(Z_{ac}+Z_{bc})}{Z_{ab}+Z_{ac}+Z_{bc}}}={\frac {Z_{ab}Z_{ac}+Z_{ab}Z_{bc}}{Z_{ab}+Z_{ac}+Z_{bc}}}}
De formule van ster naar driehoek kan worden afgeleid door de admittanties tussen bijvoorbeeld a en b, met punten ca of cb kortgesloten, aan elkaar gelijk te stellen. Dit geeft een betrekking tussen admittanties (hierboven al gegeven) die vervolgens kan worden omgezet in een betrekking tussen impedanties. 